# Setostylus alienus
Setostylus alienus är en tvåvingeart som beskrevs av Papp 2006. Setostylus alienus ingår i släktet Setostylus och familjen platthornsmyggor.
Artens utbredningsområde är Thailand. Inga underarter finns listade i Catalogue of Life.